# Drosophila euronotus
Drosophila euronotus är en tvåvingeart som beskrevs av Patterson och Ward 1952. Drosophila euronotus ingår i släktet Drosophila och familjen daggflugor.
Artens utbredningsområde täcker ett område inom USA från North Carolina till Louisiana och Florida.